# Alexander Toluboff
Alexander Toluboff (Lublino, 1882 – Michigan, 1º luglio 1940) è stato uno scenografo russo, nato nell'attuale Polonia.

## Biografia
Ha preso parte a circa trenta film tra il 1927 ed il 1939. Ha ricevuto tre volte la nomination ai Premi Oscar nella categoria migliore scenografia, senza tuttavia mai vincere: nel 1938, nel 1939 e nel 1940.

## Filmografia
- La regina Cristina (Queen Christina), regia di Rouben Mamoulian (1933)
- Incatenata (Chained), regia di Clarence Brown (1934)
- Il dissipatore (Spendthrift), regia di Raoul Walsh (1936)
- Crociera d'amore (Trade Winds), regia di Tay Garnett (1938)
- Un'americana nella Casbah (Algiers), regia di John Cromwell (1938)
- Ombre rosse (Stagecoach), regia di John Ford (1939)